# Cerambycoidea
Cerambycoidea, natporodica kukaca kornjaša u infraredu Cucujiformia kojoj pripada četiri porodice, Vesperidae, Oxypeltidae, Disteniidae i najpoznatija među njima strizibube ili Cerambycidae.